# معاملة المثليين في قطر
يواجه الأشخاص من المثليين والمثليات ومزدوجي التوجه الجنسي والمتحولين جنسياً (اختصاراً: مجتمع الميم) في قطر تحديات قانونية واجتماعية لا يواجهها غيرهم من المغايرين جنسيا. يعتبر النشاط الجنسي بين الرجال وبين النساء غير قانوني في قطر، يواجه الرجال الذين يمارسون الجنس مع رجال عقوبة الإعدام على الرغم من عدم وجود حالات معروفة من عمليات الإعدام بسبب النشاط الجنسي المثلي. يواجه الأشخاص من مجتمع الميم وصمة عار بين السكان. كما أن المنازل التي يعيش فيها الشركاء المثليون غير مؤهلة للحصول على نفس الحماية القانونية المتاحة للأزواج المغايرين، مع وجود عدة تقارير تتحدث عن مستوى عالي من التمييز والانتهاكات ضد مجتمع الميم. كما أن الثقافة الشعبية السائدة في البلاد تعتبر هذا الأمر غير أخلاقي ومخالف تماما للعادات والتقاليد، لذلك فالحكومة القطرية لا تعترف بزواج المثليين أو الاتحادات المدنية، كما لا تسمح للناس في قطر بالقيام بحملات من أجل المطالبة بحقوق المثليين.
أقام المغني المثلي علنا البريطاني جورج مايكل في تشرين الثاني/نوفمبر من العام 2008، حفلا موسيقيا ناجحا في قطر قدم فيه العديد من عروضه؛ مما يجعل منه أول موسيقار مثلي علنا يقدم عرضا له في قطر، لكن هذه الواقعة هذا لم تؤثر ولم تنعكس بالشكل الكبير على سياسيات الدولة القطرية تجاه حقوق المثليين.

## قانونية النشاط الجنسي المثلي
منذ عام 2004، تنص المادة 296 من قانون العقوبات الحالي (القانون 11/2004) بالسجن لمدة تتراوح ما بين سنة و3 سنوات بتهمة المثلية الجنسية بين الرجال، وقد شكلت هذه المادة تعديلا طفيفا في القانون الأصلي والذي كان ينص على عقوبة سجن تصل إلى 5 سنوات بتهمة المثلية الجنسية بين الرجال. كما أن عقوبة الإعدام تنطبق فقط على المسلمين، لممارسة الجنس خارج إطار الزواج بغض النظر عن جنس المشاركين. ومع ذلك، لا يوجد أي دليل على تطبيق عقوبة الإعدام على العلاقات الجنسية المثلية التي تتم بالتراضي بين البالغين وعلى انفراد.
في عام 1995، تم الحكم على مواطن أمريكي كان في زيارة لقطر بالسجن لمدة ستة أشهر وجلده 420 جلدة وذلك بعد اتهامه بممارسة جنس مع شخص من نفس الجنس. أبلغت إدارة العمالة في الخارج الفلبينية عام 1990، عمالة الفلبين بأنه يُمنع معنا باتا دخول عمال مثليين لقطر قصد العمل فيها، وبعد هذه الواقعة شنت السلطات القطرية حملة اعتقلت فيها العديد من المثليين والعاملين في مجال الدعارة كما قامت بترحيل العديد من العمال الفلبينيين وذلك بعد اتهامهم بكونهم مثليين.
في عام 2016، قُبض على نجم الإنستغرام السعودي «كينغ إنستي» (بالإنجليزية: King Insty)‏ في الكويت بتهمة المثلية الجنسية. قضى شهرين في الحبس قبل إطلاق سراحه.

## الاعتراف القانوني بالعلاقات المثلية
القانون القطري بشأن الزواج والطلاق وغيرها من المسائل العائلية متأثر بشكل كبير بالتقاليد والأحكام الإسلامية. لذلك فإن زواج المثليين، الاتحادات المدنية، والشراكات المنزلية غير قانونيين ولا تعترف به الدولة مطلقا، كما أنه لا توجد خدمات اجتماعية في قطر لمساعدة الآباء قصد قبول الشباب من مجتمع المثليين أو شيء من هذا القبيل.

## الجدل حول كأس العالم لكرة القدم 2022
جذبت حالة المثلية الجنسية باعتبارها غير قانونية في قطر ويعاقب عليها بالموت الانتباه في وسائل الإعلام. قال رئيس الفيفا السابق سيب بلاتر في البداية: «أود أن أقول إنه يتعين عليهم الامتناع عن أي أنشطة جنسية»؛ وأضاف لاحقًا: «نحن [الاتحاد الدولي لكرة القدم] لا نريد أي تمييز. ما نريد القيام به هو فتح هذه اللعبة أمام الجميع، وفتحها أمام جميع الثقافات، وهذا ما نفعله في عام 2022». في عام 2013، قال حسن الذوادي، رئيس فريق ملف ترشيح كأس العالم في قطر، أن الجميع مرحب بهم في هذا الحدث، طالما امتنعوا عن إظهار المودة العلنية. «إن العرض العام للمودة ليس جزءًا من ثقافتنا وتقاليدنا». اقترح ريتشارد دي موس، عضو في البرلمان الهولندي عن الحزب من أجل الحرية، أن يلعب المنتخب الهولندي باللون الوردي، بدلاً من اللون الوطني البرتقالي، للاحتجاج على وضع حقوق المثليين في قطر.
في سبتمبر 2013، تم الإعلان عن موافقة جميع دول الخليج التعاونية على مناقشة اقتراح لإنشاء شكل من أشكال الاختبار، غير معروف حتى الآن، لمنع الأجانب المثليين من دخول أي من هذه الدول. ومع ذلك، فقد بسبب الاهتمام باستضافة كأس العالم لكرة القدم 2022 في قطر، والمخاوف من الجدل في حالة أن مشجعي كرة القدم قد تم فحصهم، جعل المسؤولين يتراجعون عن هذه الخطط ويصرون على أنها كانت مجرد اقتراح.

## ظروف الحياة
في عام 2016، ظهرت مقالة رأي ظهرت في جريدة "الدوحة نيوز" من قبل رجل قطري مثلي تحت الاسم المستعار ماجد القطري الذي وصف بأنه كون الشخص مثلي الجنس في قطر على أنه "صعب" وتحدث عن "الضرر الذي لا يمكن تعويضه لصحته العقلية"، تم انتقاده "للسماح بمناقشة موضوع" المثلية الجنسية في قطر." وقوبل بردود فعل قوية للغاية.
في عام 2018، تمت الرقابة وإلغاء تسع مقالات كاملة تغطي حقوق المثليين والمثليات ومزدوجي التوجه الجنسي والمتحولين جنسياً من أبريل إلى يوليو، بما في ذلك مناقشة حول حقوق المثليين في إفريقيا وانتقاد حظر المتحولين جنسياً في الجيش الأمريكي، ومؤخرًا على حريق عام 1973 قتل 32 شخصًا في حانة للمثليين في نيو أورليانز من نسخة الدوحة من إصدار صحيفة نيويورك تايمز الدولية. أصدر مكتب الاتصالات الحكومي لدولة قطر بيانًا يتعهد فيه بالتحقيق في الأمر.
في عام 2018، قال توم بوسوورث وهو لاعب سباق المشي بريطاني مثلي الجنس علنا إنه مستعد للمخاطرة بالسجن للدفاع عن حقوق المثليين في قطر خلال بطولة العالم لألعاب القوى 2019 التي ستعقد في سبتمبر 2019.
في يونيو 2019، على الرغم من أن القوانين في قطر لا تزال تجرم المثلية الجنسية، فإن وسيلة الإعلام الحكومية التابعة لها الجزيرة، الجزيرة بلس احتفلت في شهر يونيو بأنه شهر فخر المثليين مع تغريدة حول التحدث إلى طاقم «كوير آي» حول قضايا المثليين. أدى ذلك بالعديد من مستخدمي الإنترنت إلى الإشارة عبر الإنترنت إلى المفارقة التي تناقشها قناة الجزيرة الإنجليزية وتشجع الاعتراف بحقوق المثليين خارج قطر، بينما تقوم قطر بفرض الرقابة على محتوى المثليين.

## ملخص
| قانونية النشاط الجنسي المثلي                                                                  | / (العقوبة: الغرامة أو السجن لمدة 7 سنوات تنطبق عقوبة الإعدام على المسلمين فقط، لممارسة الجنس خارج إطار الزواج بغض النظر عن جنس المشاركين فيه (لا توجد أي حالات لتطبيق عقوبة الإعدام بسبب النشاط الجنسي المثلي) |
| المساواة في السن القانوني للنشاط الجنسي                                                       | No |
| قوانين مكافحة التمييز في التوظيف                                                              | No |
| قوانين مكافحة التمييز في توفير السلع والخدمات                                                 | No |
| قوانين مكافحة التمييز في جميع المجالات الأخرى (تتضمن التمييز غير المباشر، خطاب الكراهية)      | No |
| قوانين مكافحة أشكال التمييز المعنية بالهوية الجندرية                                          | No |
| زواج المثليين                                                                                 | No |
| الاعتراف القانوني بالعلاقات المثلية                                                           | No |
| تبني أحد الشريكين للطفل البيولوجي للشريك الآخر                                                | No |
| التبني المشترك للأزواج المثليين                                                               | No |
| يسمح للمثليين والمثليات ومزدوجي التوجه الجنسي والمتحولين جنسيا بالخدمة علناً في القوات المسلحة | No |
| الحق بتغيير الجنس القانوني                                                                    | No |
| علاج التحويل محظور على القاصرين                                                               | No |
| الحصول على أطفال أنابيب للمثليات                                                              | No |
| الأمومة التلقائية للطفل بعد الولادة                                                           | No |
| تأجير الأرحام التجاري للأزواج المثليين من الذكور                                              | (غير قانوني للأزواج المغايرين كذلك) |
| السماح للرجال الذين مارسوا الجنس الشرجي التبرع بالدم                                          | No |